# Neoneura myrthea
Neoneura myrthea är en trollsländeart som beskrevs av Williamson 1917. Neoneura myrthea ingår i släktet Neoneura och familjen Protoneuridae. Inga underarter finns listade i Catalogue of Life.